# Oligia mactatoides
Oligia mactatoides är en fjärilsart som beskrevs av Barnes och Mcdunnough 1912. Oligia mactatoides ingår i släktet Oligia och familjen nattflyn. Inga underarter finns listade i Catalogue of Life.